# Ann-Charlotte Björling
Emy Elisabeth Ann-Charlotte Grimås, född Björling 4 juni 1943, är en svensk skådespelare och operettsångare (sopran). Hon är dotter till Jussi Björling och Anna-Lisa Björling.
Efter en treårig utbildning vid Operastudio 67 började Ann-Charlotte Björling som romanssångerska i början av 1970-talet. Hennes lyriska sopran lovordades och dessutom visade hon prov på språkbegåvning då hon sjöng romanserna på originalspråken tyska, engelska, spanska, franska och italienska.
Hon gjorde sin teaterdebut 1978 när hon fick hoppa in som ersättare för Ingegerd Käll i operetten Lilla helgonet mot Nils Poppe på Maximteatern i Stockholm. Samarbetet med Nils Poppe fortsatte på Fredriksdalsteatern i Helsingborg, där hon medverkade i Mimmi från Möllevången 1980, Sten Stensson Steen går igen 1981, Lilla helgonet 1984 och Fars lille påg 1985.
Hon har varit engagerad vid Oscarsteatern bland annat som Stasi i Csardasfurstinnan och Juliette i Greven av Luxemburg. På Folkan gjorde hon rollen som Maria i Sound of Music 1982. Hon har medverkat i flera uppsättningar med Stockholms Operettensemble bland annat i rollen som Klärchen i Vita Hästen. Hon har även uppträtt som solist på både Södertäljeoperan och Folkoperan i Stockholm.

## Teater

### Roller (urval)
| År   | Roll                       | Produktion                                                                | Regi           | Teater              |
| ---- | -------------------------- | ------------------------------------------------------------------------- | -------------- | ------------------- |
| 1980 | Ullabella Finkel           | Mimmi från Möllevången Ralph Benatzky, Alexander Engel och Julius Horst   | Hans Bergström | Fredriksdalsteatern |
| 1980 | Juliette Vermont           | Greven av Luxemburg Franz Lehár, Alfred Maria Willner och Robert Bodansky | Ivo Cramér     | Oscarsteatern       |
| 1981 | Stasi                      | Csardasfurstinnan Emmerich Kálmán, Leo Stein och Béla Jenbach             | Ivo Cramér     | Oscarsteatern       |
| 1981 | Ros-Marie                  | Sten Stensson Steen går igen Arne Wahlberg och Carro Bergkvist            | Egon Larsson   | Fredriksdalsteatern |
| 1982 | Maria von Trapp            | Sound of Music Richard Rodgers och Oscar Hammerstein II                   | Stig Olin      | Folkan              |
| 1985 | Författare Hilma Bengtsson | Fars lille påg Franz Arnold och Ernst Bach                                | Hans Bergström | Fredriksdalsteatern |